# Cubaris granulatus
Cubaris granulatus is een pissebed uit de familie Armadillidae. De wetenschappelijke naam van de soort is voor het eerst geldig gepubliceerd in 1915 door Collinge.